# النيل لتسويق البترول
بترونيل "النيل للبترول" أو (بالإنجليزية: Petroneel - El Nile Petroleum  Co)‏ «النيل لتسويق البترول سابقاً» هي إحدى شركات قطاع البترول المصري والتي تأسست عام 2005 وفقا لأحكام قانون ضمانات وحوافز الاستثمار رقم 8 لسنة 1997 كشركة مساهمة مصرية لكي تكون ثالث كيان وطني في مجال تسويق المنتجات البترولية.

## المساهمون
يساهم في رأسمال الشركة كل من:-
- جنوب الوادي القابضة للبترول: 30%
- أسيوط لتكرير البترول: 20%
- التعاون للبترول: 20%
- مصر للبترول: 20%
- أنابيب البترول: 10%

## نشاط الشركة
- تساهم الشركة بشكل فعال في تطوير مجتمع جنوب الوادي ملبية احتياجاته من مواد ومنتجات بترولية
- تقوم الشركة بتسويق الزيوت المعدنية في السوق المحلية والعالمية
- تنشئ الشركة محطات التزود بالوقود وخدمة السيارات
- بالإضافة إلى الأنشطة التنموية في المجالات الأخرى

## رؤساء الشركة
- أحمد عيد
- ناصر شومان
- محمد عمرو الكعكي (2013 - )
- أحمد التوني (2012 - 2013)
- شاكر الهواري (2010 - 2012)
- فتحي عمارة (2009 - 2010)
- يحيى شنن (2006 - 2009)